# Mario Brondo
Cinéaste: Mario Brondo
Mario Alberto Brondo Ortiz, né à Mexico le 2 avril 1982, est un cinéaste et artiste mexicain et espagnol.

## Biographie
Il étudie le cinéma au CUEC (Centre Universitaire d'Études Cinématographiques) de la UNAM (Université Nationale Autonome du Mexique). Il étudie également la psychologie et le théâtre.
En 2007, il s'installe à Lille, où il étudie l'art audiovisuel au Fresnoy, studio national des arts contemporains,. Il y réalise plusieurs courts métrages et participe à plusieurs expositions artistiques,,.
Son travail est présenté dans des expositions et des festivals au Mexique et en Europe. Il partage l'espace d'exposition avec des créateurs comme David Lynch, Lars von Trier, Kimmo Alakunnas, Alighiero Boetti, Francis Alÿs, David Claerbout, Douglas Gordon, Gary Hill, Pierre Huyghe, Joan Jonas, Isaac Julien, William Kentridge, Paul McCarthy, Pipilotti Rist, Anri Salle,.
Au cinéma, il produit de nombreux courts et moyens métrages, dont Essai sur la solitude et l'errance (avec l'actrice Julie Durand). Il réalise et produit des longs métrages au Mexique et au Sahara occidental.
De 2010 à 2020, il vit et travaille à Mexico, puis s'installe à Malinalco, au Mexique. En 2010, il réalise son premier long métrage documentaire, Las Cuatro Muertes de María Desiderio. En 2011 et 2012, il produit deux films de thèse pour les diplômés du CUEC. En 2014, il réalise son deuxième long métrage documentaire, Villa Cisneros, au Sahara occidental.
À partir de 2015, sa vision artistique et son travail ont pris une nouvelle ligne, cette fois beaucoup plus proche de l'art contemporain, s'éloignant du cinéma traditionnel et utilisant l'influence de son séjour et de son travail en Europe. Le changement se manifeste dès le début avec son incursion dans Cacopedia et d'autres projets audiovisuels.
À partir de 2016, il entreprend des études spécialisées dans des domaines qu'il commence à intégrer dans son travail, principalement dans les domaines de l'historiographie, du droit et de l'informatique.
En 2020, il entreprend le projet audiovisuel El Reino. Poussé par la crise de la pandémie, il décide d'en devenir le réalisateur, le cameraman et l'acteur.
En 2021, il acquiert la nationalité espagnole, en grande partie grâce au succès de ses études généalogiques.

## Filmographie
- 2004 : Triple funeral
- 2005 : Narciso posmo
- 2005 : Ponle stop
- 2005 : Sueño de Marruecos
- 2006 : Elogio de lo insípido
- 2006 : Habitantes
- 2007 : Mexico City blues
- 2008 : Mise en Abîme, ouverture
- 2008 : Essai sur la solitude et l’errance
- 2009 : White noise
- 2010 : Tifosi in Italia
- 2010 : Sopravivvere
- 2010 : Vuoto per l´amore
- 2010 : Jackie Chan sisits an Potito Sannitico
- 2011 : Firestarter
- 2011 : Piel desierta
- 2012 : Casa desierta
- 2012 : Sueño envenenado
- 2013 : Mind gap
- 2014 : Villa Cisneros
- 2014 : Arqueología
- 2014 : La Guerra
- 2015 : Las 4 muertes de María
- 2015 : Ave Satani
- 2016 : El Oro viene a Ti
- 2017 : Exotism in Aussie
- 2019 : Nessie in Loch Ness
- 2019 : Persiguiendo al Amor entre las Montañas del Norte
- 2020-2021 : El Reino

## Publications
Romans : Soy lo que puede et Lollipop.

## Expositions (sélection)
- Panorama 9-10; Commissaire d'exposition: Bernard Blistène.
- Panorama 11; Commissaire d'exposition: Régis Durand.
- Wunderkammer; Commissaire d'exposition: Nike Bätzner.
- NEW MUSEUM De New-York en 2013

## Entreprises
- Pagomovil, 2011, cofondateur.
- HDSLR.MX, 2012, cofondateur.
- NooRun, 2013, cofondateur.
- Urbi Electric, Fondateur.
- Miracle est Venu, 2016, cofondateur.
- Klvrr Microempleos, 2017, Fondateur.